# David Colclough
David Colclough (22 marzo 1971) è un critico letterario britannico, noto soprattutto per i suoi studi sulla libertà di parola nell'Inghilterra giacobita.

## Biografia
Dopo aver studiato al King's College di Cambridge ha conseguito il dottorato di ricerca al Wadham College dell'Università di Oxford, sotto la supervisione di John Carey. Successivamente ha insegnato letteratura inglese all'Università di Friburgo e all'Università di Neuchâtel, prima di tornare a Cambridge in qualità di assegnista di ricerca. Dal 1998 insegna alla Queen Mary University of London, dove ricopre la cattedra da professore di letteratura rinascimentale. Ha curato le edizioni critiche dei sermoni di John Donne per la Oxford University Press.

## Pubblicazioni

### Monografie
- John Donne's Professional Lives, D.S.Brewer (2003). ISBN 978-0859917759
- Freedom of Speech in Early Stuart England, Cambridge University Press (2005). ISBN 978-0521120425

### Curatele
- The Oxford Edition of the Sermons of John Donne, volume III: Sermons Preached at the Court of Charles I, Oxford University Press (2013). ISBN 978-0199565481